# Masivesi Dakuwaqa

a Compétitions nationales et continentales officielles uniquement.

b Matchs officiels uniquement.
Dernière mise à jour le 2 juin 2025.
Masivesi Dakuwaqa, né le 14 février 1994 à Nadi, est un joueur de rugby à XV fidjien  et de rugby à sept. Il évoluait aux postes de troisième ligne aile, d'ailier ou de centre à XV, de pilier à sept.
Il fait partie de l'équipe qui remporte l'édition 2016 des World Rugby Sevens Series. Initialement remplaçant dans l'équipe qui participe aux Jeux olympiques de Rio, il dispute les deux derniers matchs de son équipe. Avec celle-ci, il devient ainsi champion olympique.

## Biographie
Masivesi Dakuwaqa dispute ses premiers matchs avec l'équipe des Fidji de rugby à sept en mars 2016 à l'occasion de l'étape américaine des World Rugby Sevens Series. Il dispute finalement cinq tournois, 28 matchs et 55 points, remportant avec sa sélection cette édition 2016 des World Rugby Sevens Series. Nommé remplaçant pour les Jeux olympiques de Rio, il remplace Savenaca Rawaca, blessé, pour la dernière journée du tournoi. Il participe à la victoire 20 à 5 contre le Japon en demi-finale puis 43 à 7 contre la Grande-Bretagne. C'est la première médaille olympique de l'histoire des Fidji.
Il rejoint brièvement l'équipe australienne de rugby à XIII des Canberra Raiders en mai 2017, mais ne parvient pas à jouer un match en NRL.
En 2018, il rejoint la franchise australienne de la Western Force, pour disputer le World Series Rugby (Global Rapid Rugby en 2019) et le NRC.
En 2019, il découvre le Top 14 en signant pour le RC Toulon puis il rejoint le Montpellier HR lors de l'été 2021.
A partir de la saison 2024-2025, il signe un contrat de deux saisons avec le Biarritz olympique.
À la suite d'une altercation avec un coéquipier lors d'une sortie, le Biarritz olympique rompt son contrat avec lui, comme annoncé le lundi 10 février 2025. Il s'engage au CA Périgueux un mois plus tard jusqu'à la fin de la saison puis au Stade niçois pour deux ans alors qu'il vient d'être condamné à huit mois de prison avec sursis pour l'agression de son ancien équipier Pierre Pagès.

## Palmarès
- Jeux olympiques de Rio (2016) :
  - Vainqueur avec l'Équipe des Fidji de rugby à sept
- Challenge européen :
  - Finaliste (1) : 2020

## Particularité
Masivesi Dakuwaqa a la particularité d'être quasiment aveugle de son œil gauche, après un accident domestique subi lors de son enfance.